# Lucas Marcos Meireles
Lucas Marcos Meireles (sinh ngày 22 tháng 9 năm 1995) là một cầu thủ bóng đá người Brasil.

## Sự nghiệp câu lạc bộ
Lucas Marcos Meireles hiện đang chơi cho Kagoshima United FC.